# Gastronomía de la provincia de Córdoba (España)

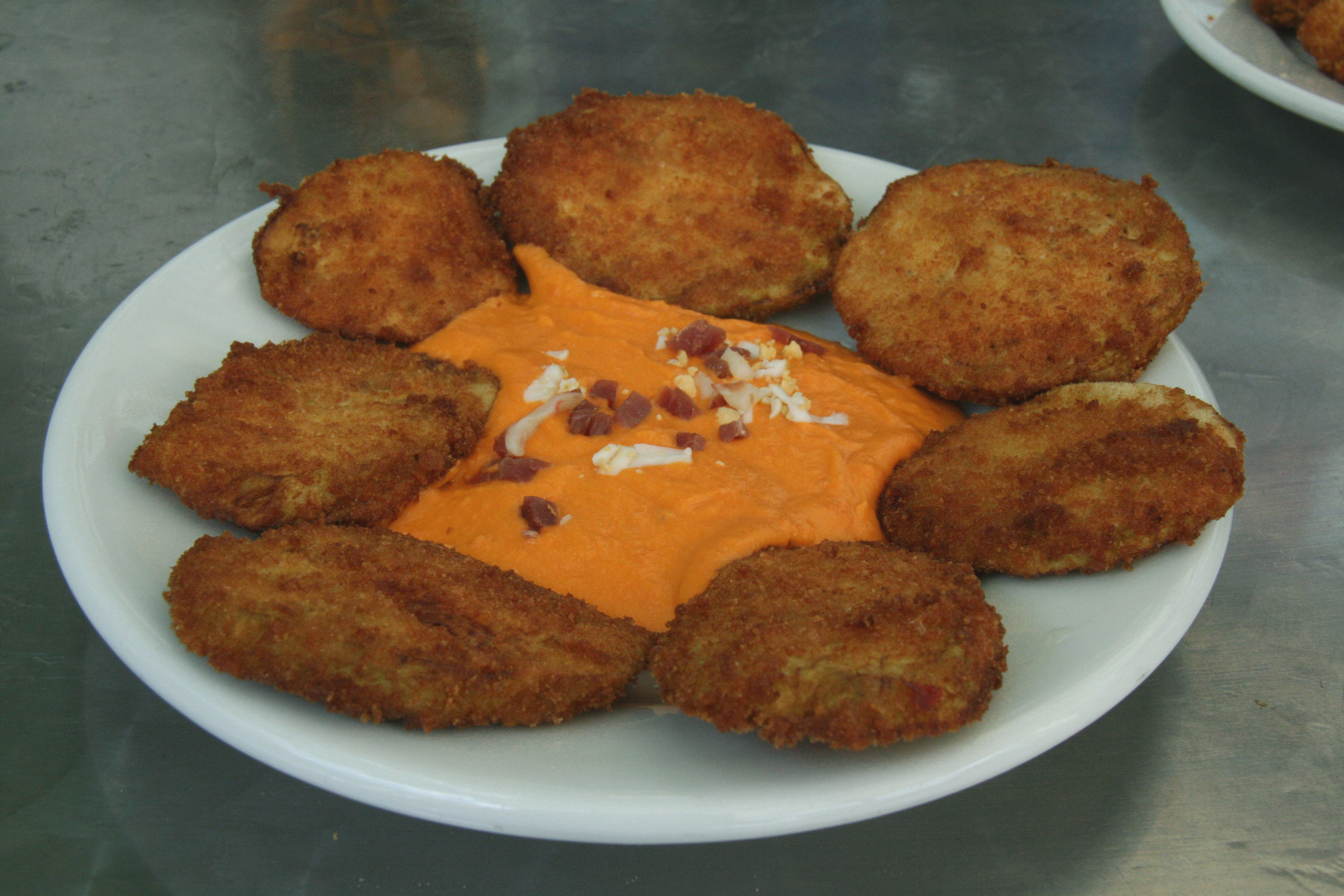
El salmorejo cordobés con unas berenjenas fritas empanadas.

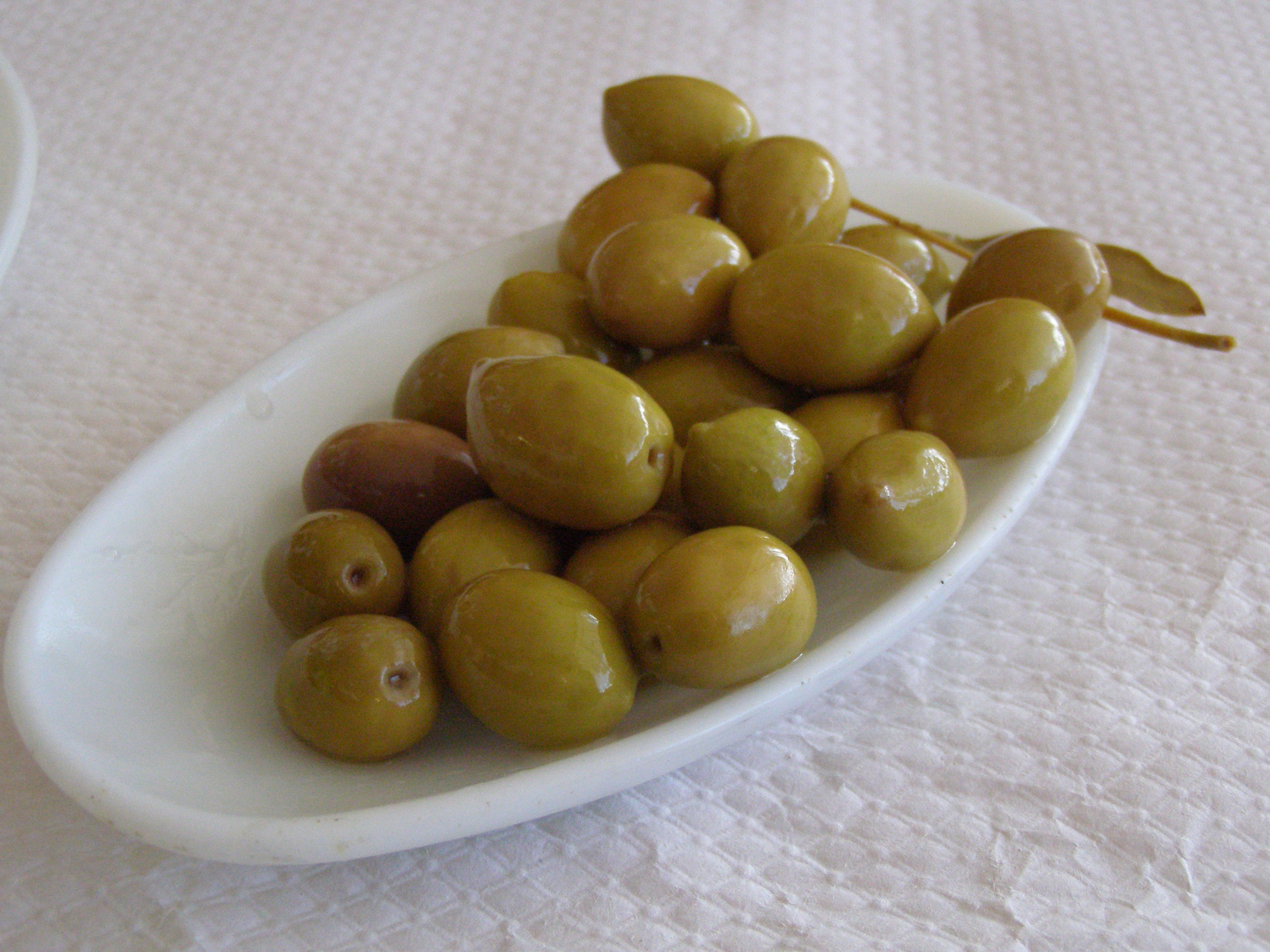
Aceitunas aliñadas.

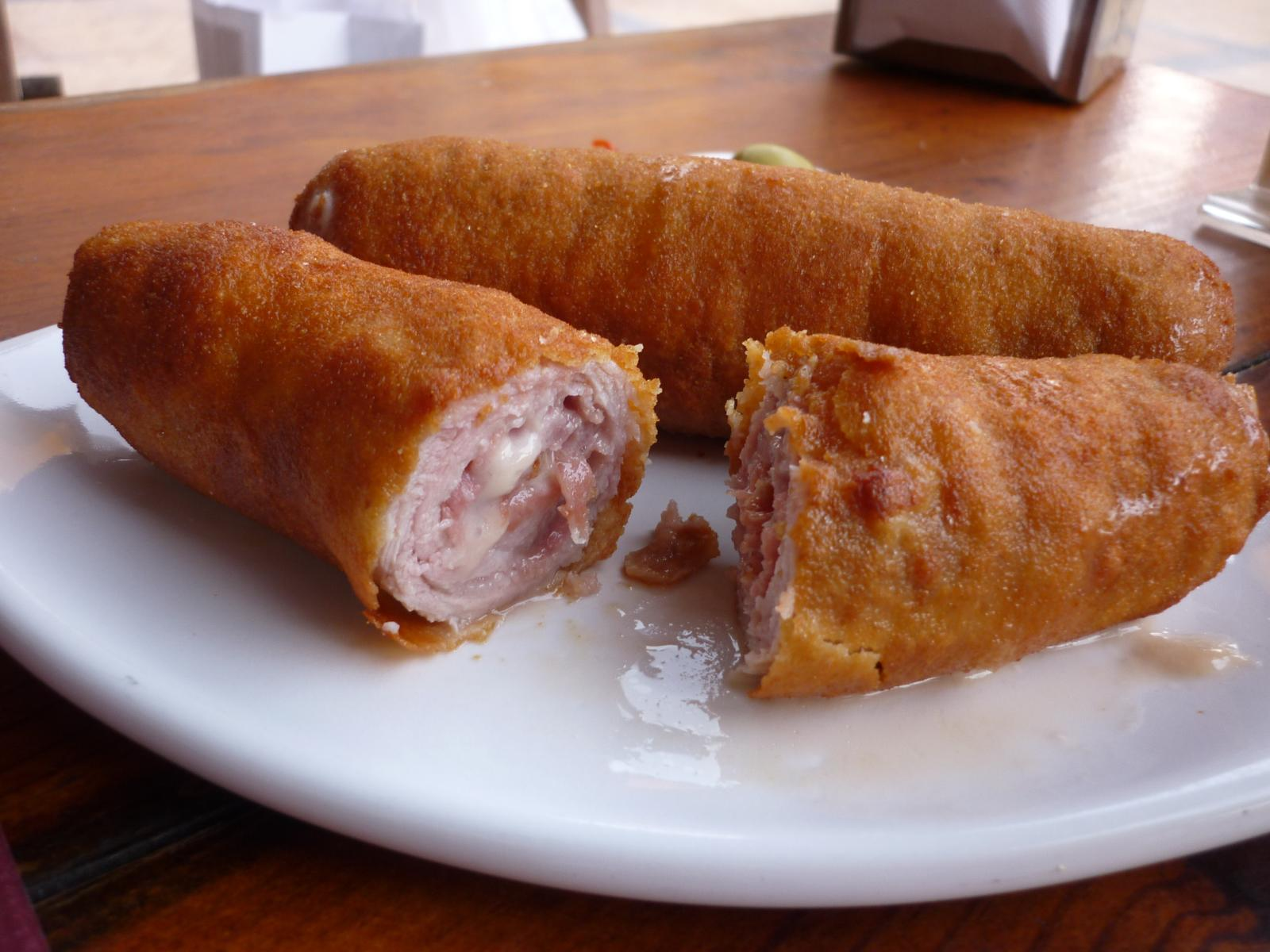
Flamenquines en moderna versión.

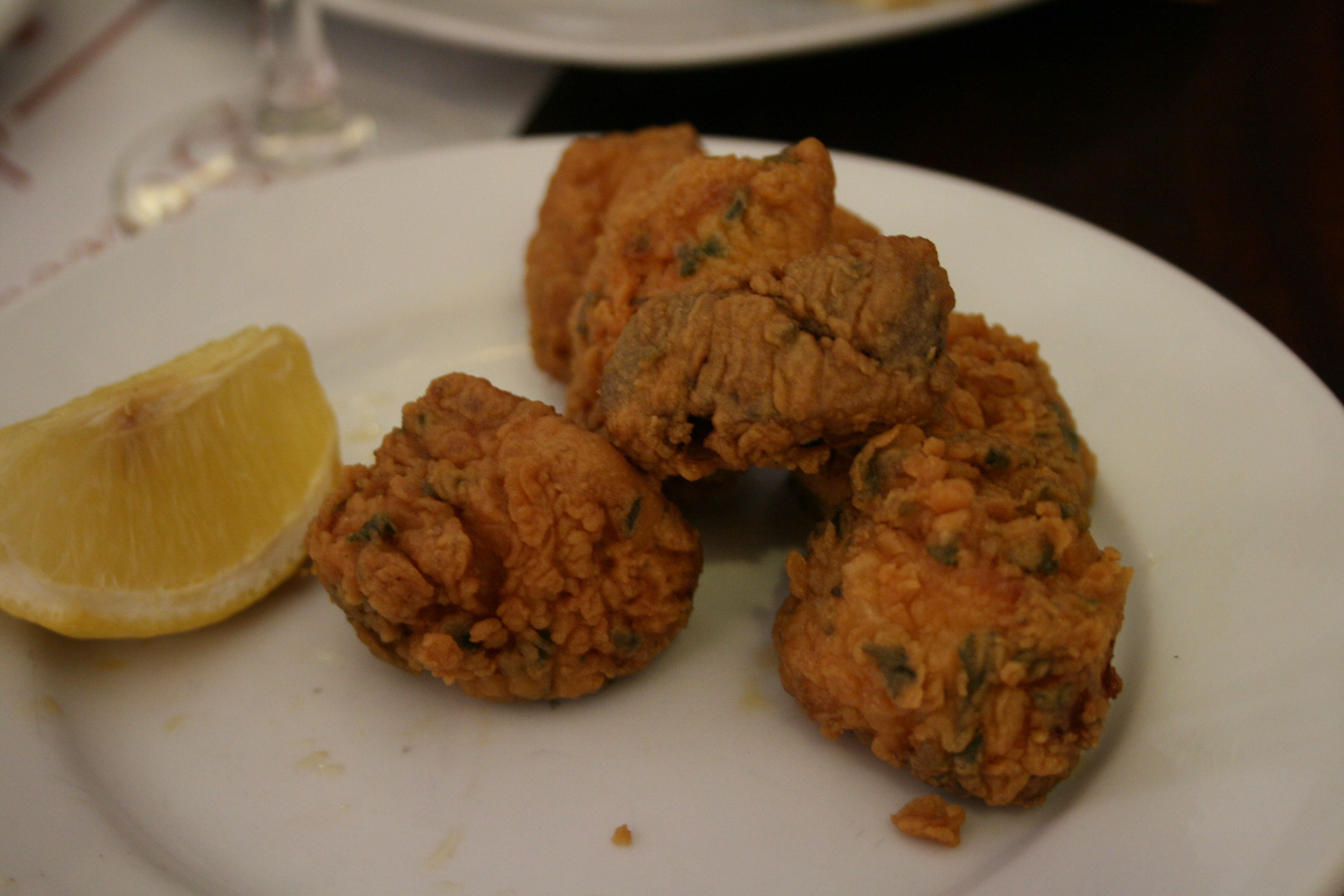
Los pescados en adobos que posteriormente se fríen corresponden a una técnica culinaria cordobesa.

La gastronomía de la provincia de Córdoba es el conjunto de platos y costumbres culinarias procedentes de la provincia de Córdoba. La cocina cordobesa posee una rica tradición culinaria, enmarcada en la cocina andaluza. Cocina de los gazpachos andaluces, el salmorejo cordobés, el rabo de toro, etc. La influencia de la cocina andalusí es muy permente en algunas preparaciones culinarias. Como en los guisos con aceite de oliva, el vinagre, el pan rallado, el ajo, perejil, azafrán, etc. Algunos autores mencionan como la cocina cordobesa ha cedido a la fama del turismo, olvidando algunos platos clásicos. Al igual que otras gastronomías de la comunidad andaluza, ha devenido en algunos casos urbanos en un servicio de tapas. 
La cocina de Córdoba se compone de dos áreas específicas. Por un lado existen los platos cortijeros (denominados camperos): el salmorejo, el carnerete, las migas, el gazpacho. Frente a los platos de campiña, como ejemplo: la paella de campiña, el potaje de habas secas, etc. Existe una influencia de las cocinas del norte de África y de esta forma se tienen platos como los pichones con aceitunas e igualmente los pichones a la almendra. Este tipo de platos también pueden encontrarse, con algunas variaciones, en Marruecos y Túnez.

## Historia
Al ser Córdoba la capital de la provincia romana Bética, la aparición de los gustos de una cocina romana, previamente los fenicios trajeron el olivo y los romanos diseminaron su cultivo. Una de las actividades históricas más relevantes, es la aparición en la Edad Media la influencia de la cocina andalusí en la zona. La ciudad de Córdoba fue capital del Califato Omeya. Según Évariste Lévi-Provençal en el año 800, durante el reinado de Abderramán II el poeta Ziryab lleva los gustos y las preparaciones de Badgad a los altos mandatarios cordobeses. De la misma forma cabe destacar diversas influencias de la Gastronomía sefardí (algunos casos como el guiso de habas secas con berenjenas, el gazpacho blanco de harina de habas). Durante el periodo de Reconquista los cristianos introdujeron el consumo del cerdo en la cocina cordobesa, así como los rituales de la matanza del cerdo.
En la región vitivinícola de Montilla se inventa, en el siglo XVIII, el tipo de vino que se denomina amontillado. Este tipo de vino devendrá en la denominación Montilla-Moriles. En el siglo XIX la cocina cordobesa comienza a popularizar el gazpacho andaluz (elaborado con tomate) y lo incorpora entre sus platos significativos.

## Ingredientes
Los ingredientes de la cocina cordobesa oscilan entre las diversas oportunidades de verduras de a huerta a las carnes del interior. Por regla general aquellos que se encuentran a mano en las casas. Los pescados no existen tal y como puede verse en otras cocinas andaluzas, debido en parte por su aislamiento del mar. La cocina cordobesa posee especialidades de muy pequeña área de influencia, por eso algunas preparaciones poseen el genitivo de la localidad. Uno de los ingredientes destacables, por ser la provincia tierra olivarera es el aceite de oliva (generalmente del valle del Guadalquivir).

### Verduras
Comparte popularidad de los productos de la huerta el gazpacho andaluz, siendo de esta sopa fría el salmorejo siendo esta el representante culinario con mayor identidad cordobesa. El salmorejo no solamente se toma como primer plato, sino que además participa como salsa que acompaña a otras preparaciones, como puede ser el conejo, o las perdices en salmorejo. El salmorejo posee en la cocina cordobesa sus variantes como puede ser el carnerete (elaborado con miga de pan frita a la que se añade huevos batidos que se hacen en sartén), el pimporrete (variante del salmorejo popular en Almedinilla). Existen otros gazpachos en la provincia, como pueden ser el ajoblanco cordobés, los gazpachos de jeringuilla. Empleando habas (alimento típico de algunas provincias de Andalucía) se tiene el revoltillo de Baena. El picadillo cordobés (elaborado a base de pepino, cebolla, pimiento y tomate finamente picados y aliñados con aceite de oliva, vinagre y sal). Entre los platos de patata se encuentra el ajo de la mano (que comparte receta con la cocina jiennense), las "joecas" (patatas en salsa) típicas de Aguilar de la Frontera. Otras preparaciones con verduras son la ensaladilla cordobesa, el ajili mojili, o el ajo colorao.
Entre los cocidos se encuentra la olla cordobesa típica comida de los jornaleros que posee poca diferencia de los cocidos andaluces y castellanos, el potaje de habichuelas "llAmonás". Los garbanzos de Cañete de las Torres son muy famosos. Entre las frutas se tienen las preparaciones con naranjas como el remojón (una especie de fantasía de gazpacho), igualmente  las denominadas "naranjas picás en tierra".

### Carnes y Pescado
En los platos más conocidos de carne se encuentra el rabo de toro estofado. La matanza del cerdo deja fiambres como el jamón serrano y embutidos como salchichón de Pozoblanco y las morcillas de Fuente Obejuna, Baena (generalmente cebolla) e Hinojosa del Duque. La raza del cerdo ibérico se suele criar en libertad en las praderas de la dehesas cordobesas. Entre los platos de carne de vacuno se encuentra la ternera con alcachofas a la cordobesa, el caldillo de conejo, el cochifrito de cabrito, la chanfaina, las manos de cerdo al horno, el cordero a la miel, etc. Los flamenquines (mezcla de carne de cerdo y vacuno). Las preparaciones de huevo son la tortilla de San José. Entre los quesos se encuentra el de Pedroches (procedente del Valle de los Pedroches limitando con Extremadura), elaborado con leche de oveja. Con el cordero se elabora a lo largo de la provincia el cordero en caldereta. Cabe destacar que las zonas cordobesas de serranía son famosas por sus preparaciones culinarias de la caza mayor y menor.
La ausencia de costa de la provincia de Córdoba hace que los platos de pescado fresco no sean tradicionales, no obstante son muy populares los pescados en salazón. Con bacalao, por ejemplo, se prepara el popular rin-rán (similar al que se puede encontrar en ciertas partes de Jaén), el ajo sopeao que es un guiso de bacalao y tomate, etc. De la misma forma los pescados preparados en escabeche son frecuentes en la culinaria cordobesa. Un ejemplo es la palometa (plato al que se le conoce como "japuta" en adobo). Algunos pescados de río como el barbo, la boga, etc.

## Platos clásicos
Dos son los platos que se conocen en la cocina española como cordobeses: uno es el salmorejo y el otro es el rabo de toro estofado. Sin embargo, algunos de los platos mencionados en guías culinarias españolas de comienzo de siglo XX, ya casi no aparecen en la cocina cotidiana de Córdoba. Algunos ejemplos son: la paella de campiña, el guiso de espárragos amargueros, las albóndigas a la cañetera, el picadillo, el potaje de habichuelas secas (denominado boronía), las gachas, etc. La Croqueta de Almodovar (Almodóvar del Río) posee una receta centenaria de su ilustre cocinero Don Ricardo Arribas.

## Repostería
La repostería goza de las mismas similitudes que la repostería andaluza y manchega (frutas de sartén como las flores fritas), el pastel cordobés (dulce a base de hojaldre y cabello de ángel). Son conocidos de forma local los Roscos de Priego, los Merengues de Aguilar, etc. Los ingredientes habituales de la repostería cordobesa son: a matalaúva y el ajonjolí. Es habitual desde antaño el empleo de la miel, ingrediende edulcorante que participa en algunos platos culinarios. Algunas preparaciones como las tortas de pastaflora (rellenas de cabello de ángel), los garrotillos. La preparación culinaria que mayor disticción cumple desde la repostería cordobesa es el dulce de membrillo, siendo el de Puente Genil uno de los más conocidos. 
En algunas zonas está relacionada con las celebraciones religiosas como en Castro del Río que en la fiesta del Corpus Christi, se sirven los llamados "Bollitos del Día del Señor".

## Bebidas
Entre las bebidas alcohólicas se encuentran los aguardientes de Rute. Algunas bebidas en formato de cocktail son muy populares en la ciudad de Córdoba desde la última mitad del siglo XX, un ejemplo de ello se encuentra en el denominado "Fifty/fifty" (de "mitad y mitad" en idioma inglés) se trata de mezclar en una copa 50% de vino fino con un 50% de vino dulce “Pedro Ximénez” (Véase medium). 

### Vinos
En el terreno de la producción vitivinícola se encuentra una de las producciones más populares y tradicionales: el vino amontillado de Montilla-Moriles. Se celebran las Fiestas de la vendimia Moriles-Montilla.